# Gabe Vincent
Pour les articles homonymes, voir Vincent.
Gabriel Nnamdi Vincent, né le 14 juin 1996 à Modesto en Californie, est un joueur américano-nigérian de basket-ball. Il mesure 1,88 m et évolue au poste de meneur voire d'arrière.

## Biographie

### Carrière universitaire
Vincent passe sa carrière universitaire chez les Gauchos de l'UC Santa Barbara entre 2014 et 2018, où il a des moyennes de 12,8 points en 113 matches avec l'équipe. Après sa dernière saison universitaire, il est nommé dans le second meilleur cinq majeur de la conférence Big West 2018.

#### Kings de Stockton (2018-2020)
Diplômé, Vincent participe à des entraînements de pré-draft avec les Kings de Sacramento. Le 21 juin 2018, il n'est pas sélectionné lors de la draft 2018 de la NBA. Le 2 octobre, il signe un contrat avec les Kings de Sacramento. Le 4 octobre, il est libéré et devient agent libre. Le 22 octobre 2018, il intègre l'équipe de G-League des Kings de Stockton. Avec Stockton, il participe à 24 rencontres (dont 3 titularisations) sur la saison 2018-2019 et a des moyennes de 8,8 points en 18,6 minutes par match.

#### Heat de Miami (2020-2023)
Le 9 janvier 2020, il signe un contrat two-way avec la franchise du Heat de Miami.
Le 21 novembre 2020, il signe à nouveau un contrat two-way avec le Heat de Miami. En août 2021, il prolonge de deux saisons.

#### Lakers de Los Angeles (depuis 2023)
Agent libre à l'été 2023, il signe avec les Lakers de Los Angeles pour un contrat de 33 millions de dollars sur trois ans.

### Sélection nationale
Vincent joue pour les D'Tigers, l'équipe nationale du Nigéria. Le 24 août 2019, il marque 23 points contre la Pologne, dont le panier de la victoire à 0,3 seconde de la fin du match.
Entre le 31 août et le 16 septembre 2019, il participe à la Coupe du monde 2019 en Chine. Son équipe termine 17e de la compétition.

## Statistiques

### Universitaires
| Saison    | Équipe           | Matchs | Titul. | Min./m | % Tir | % 3pts | % LF | Rbds/m. | Pass/m. | Int/m. | Ctr/m. | Pts/m. |
| --------- | ---------------- | ------ | ------ | ------ | ----- | ------ | ---- | ------- | ------- | ------ | ------ | ------ |
| 2014-2015 | UC Santa Barbara | 28     | 21     | 26,2   | 42,4  | 41,6   | 66,0 | 2,14    | 2,14    | 0,86   | 0,14   | 10,14  |
| 2015-2016 | UC Santa Barbara | 33     | 32     | 32,0   | 40,6  | 38,5   | 80,8 | 3,21    | 2,24    | 1,24   | 0,18   | 14,09  |
| 2016-2017 | UC Santa Barbara | 20     | 20     | 31,9   | 35,5  | 32,9   | 76,2 | 3,70    | 2,35    | 0,80   | 0,10   | 14,75  |
| 2017-2018 | UC Santa Barbara | 32     | 31     | 29,1   | 45,0  | 37,7   | 80,5 | 1,91    | 3,25    | 1,09   | 0,19   | 12,41  |
| Total     |                  | 113    | 104    | 29,7   | 40,9  | 37,6   | 76,9 | 2,66    | 2,52    | 1,03   | 0,16   | 12,75  |

### Professionnels

#### Saison régulière NBA
| Saison    | Équipe | Matchs | Titul. | Min./m | % Tir | % 3pts | % LF | Rbds/m. | Pass/m. | Int/m. | Ctr/m. | Pts/m. |
| --------- | ------ | ------ | ------ | ------ | ----- | ------ | ---- | ------- | ------- | ------ | ------ | ------ |
| 2019-2020 | Miami  | 9      | 0      | 9,2    | 21,6  | 22,2   | 0,0  | 0,56    | 0,67    | 0,56   | 0,00   | 2,44   |
| 2020-2021 | Miami  | 50     | 7      | 13,1   | 37,8  | 30,9   | 87,0 | 1,12    | 1,34    | 0,42   | 0,04   | 4,84   |
| 2021-2022 | Miami  | 68     | 27     | 23,4   | 41,7  | 36,8   | 81,5 | 1,90    | 3,10    | 0,90   | 0,20   | 8,70   |
| 2022-2023 | Miami  | 68     | 34     | 25,9   | 40,2  | 33,4   | 87,2 | 2,10    | 2,50    | 0,90   | 0,10   | 9,40   |
| Total     |        | 127    | 34     | 18,3   | 39,6  | 34,3   | 83,1 | 1,50    | 2,20    | 0,70   | 0,10   | 6,70   |

#### Playoffs
| Saison | Équipe | Matchs | Titul. | Min./m | % Tir | % 3pts | % LF | Rbds/m. | Pass/m. | Int/m. | Ctr/m. | Pts/m. |
| ------ | ------ | ------ | ------ | ------ | ----- | ------ | ---- | ------- | ------- | ------ | ------ | ------ |
| 2020   | Miami  | 1      | 0      | 0,3    | 0,0   | 0,0    | 0,0  | 0,00    | 0,00    | 0,00   | 0,00   | 0,00   |
| 2021   | Miami  | 3      | 0      | 4,7    | 66,7  | 50,0   | 0,0  | 0,30    | 0,70    | 0,00   | 0,00   | 1,70   |
| 2022   | Miami  | 18     | 8      | 23,5   | 38,2  | 30,9   | 95,0 | 1,90    | 3,20    | 0,80   | 0,30   | 8,00   |
| 2023   | Miami  | 22     | 22     | 30,5   | 40,2  | 37,8   | 88,2 | 1,40    | 3,50    | 0,90   | 0,20   | 12,70  |
| Total  |        | 44     | 30     | 25,8   | 39,7  | 35,3   | 90,7 | 1,50    | 3,10    | 0,80   | 0,20   | 9,70   |

#### Saison régulière G-League
| Saison    | Équipe      | Matchs | Titul. | Min./m | % Tir | % 3pts | % LF  | Rbds/m. | Pass/m. | Int/m. | Ctr/m. | Pts/m. |
| --------- | ----------- | ------ | ------ | ------ | ----- | ------ | ----- | ------- | ------- | ------ | ------ | ------ |
| 2018-2019 | Stockton    | 24     | 3      | 18,6   | 38,0  | 29,1   | 71,0  | 2,25    | 2,54    | 0,83   | 0,38   | 8,75   |
| 2019-2020 | Stockton    | 20     | 3      | 31,8   | 47,4  | 42,3   | 90,0  | 3,90    | 2,20    | 1,25   | 0,25   | 23,65  |
| 2019-2020 | Sioux Falls | 11     | 0      | 24,8   | 39,2  | 37,3   | 100,0 | 1,73    | 1,91    | 1,00   | 0,18   | 16,36  |
| Total     |             | 55     | 6      | 24,6   | 42,9  | 37,8   | 84,3  | 2,76    | 2,31    | 1,02   | 0,31   | 15,69  |

## Palmarès

### En club
- Champion de la Conférence Est en 2023 avec le Heat de Miami.
- Vainqueur du NBA In-Season Tournament 2023.

### Sélection nationale
- 17e à la Coupe du monde en 2019